# Крымская площадь (Самара)
Кры́мская пло́щадь — находится в Железнодорожном районе города Самары в границах улицы Урицкого и проспекта Карла Маркса. До 2015 года носила название площадь Урицкого.

## География
Протяжённость площади с юга на север составляет 0,145 километра, с запада на восток — 0,158 км.

## История
На картах Самары 1910 года это место было свободно. По соседству был кирпичный завод, два кладбища и частный сектор. В 1938 году это пространство было застроено разворотной петлёй для трамвая. В середине разворотного кольца росли деревья, а в сквере вечерами выгуливали собак и в целом он был неухожен и небезопасен.
В 1982 году площадь назвали в честь Урицкого.
В 1990 годах на площади был построен двухэтажный офис компании «Самарасвязьинформ—исполнительная дирекция» (снесённый в 2019 году).
На первую годовщину аннексии Крыма Российской Федерацией мэр Самары Олег Фурсов подписал решение о переименовании площади Урицкого в Крымскую площадь, а уже через 3 месяца в Самаре состоялось открытие обновлённого общественного пространства — Крымской площади. В сквере появился сухой фонтан и фонари, построены арт-объекты «Ялтинский маяк» и «Воронцовская ротонда», выложено мозаичное панно в виде карты Крымского полуострова и установлено 30 скамеек.
Благоустройство площади проводилось с учётом другого значимого события — открытия рядом с Крымской площадью Шестого кассационного суда общей юрисдикции. Работы по проекту «Крымская площадь» выполнены за 3 месяца за счёт средств федерального бюджета, бюджетов Самарской области и городского округа Самара на общую сумму 56,37 млн рублей.

## Здания
- Дом 1 — Шестой кассационный суд общей юрисдикции

## Транспорт
2 августа 1927 года было открыто движение по новой трамвайной линии и пущен трамвай по маршруту № 6, проходящий по улице Урицкого и прилегающей к ней площади. Но в ноябре 1932 года эта линия была разобрана. В 1937 году ветка была вновь восстановлена и построено разворотное кольцо. В связи с сильным износом путей в 1943 году трамваи № 4 и № 6, следовавшие по Урицкого, были отменены. Только в ноябре 1949 года было восстановлено движение трамвая по маршруту № 4 (действует до сих пор), а в 1956 году — по маршруту № 6 (в настоящее время не существует).
- Трамвайные маршруты: 1, 3, 4, 16, 18, 23
- Автобусные маршруты: муниципальные 53 и 56, коммерческие 226, 336, 480.